# Valdete Antoni
Valdete Antoni (ur. 13 września 1953 w Tiranie) – poetka i dziennikarka albańska.

## Życiorys
W 1975 ukończyła z wyróżnieniem studia dziennikarskie na wydziale prawnym Uniwersytetu Tirańskiego. W styczniu 1977 podjęła pracę w Radiu Tirana, przygotowując programy kulturalne i radiowe utwory dramatyczne. Prowadziła także programy z zakresu historii starożytnej i historii sztuki. W 2000 należała do grona założycieli Albańskiego Forum Dziennikarzy.
Po upadku komunizmu w Albanii zaczęła publikować utwory poetyckie. W latach 1993–2011 ukazało się sześć tomików poezji lirycznej, sygnowanych przez Valdete Antoni. W roku 2015 wydała powieść Lady Marmara.

## Twórczość

### Poezja
- 1993: Ëndërr në mur (Sen w murze), wyd. Prisztina
- 1997: Muri im ka veshur këmishë (Moja ściana jest ubrana w koszulę), wyd. Tirana
- 1999: E pashë fluturimin tim  (Widziałam, jak lecę), wyd. Tirana
- 2001: Hyj në kraharor Zoti, wyd. Tirana
- 2005: Tretur në polen drite (Porzucony na biegunie światła), wyd. Tirana
- 2011: Vesë tingulli (Dźwięk rosy), wyd. Tirana

### Proza
- 2015: Marmara hanëm, wyd. Tirana

## Nagrody i wyróżnienia
W 1999 tomik E pashë fluturimin tim został wyróżniony nagrodą przyznawaną przez Ligę Pisarzy i Artystów Albanii. W 2000 Valdete Antoni otrzymała nagrodę dla najlepszej albańskiej dziennikarki radiowej, przyznawaną przez Fundację Velja.